# زبان ننگلامی
ننگَلامی یا گرانگَلی یک زبان هندوآریایی است که در افغانستان بدان صحبت می‌شود. زبان زمیاکی قبلاً یک گویش از همین زبان در نظر گرفته می‌شد، اما مورد ارزیابی مجدد قرار گرفت و به عنوان زبانی مستقل در گروه زبان‌های نورستانی جای گرفت که نزدیک به زبان وایگلی است.